# Mohel

Le mohel (מוהל en hébreu, mohalim au pluriel) est la fonction de celui qui exécute la Brit milah selon la tradition juive, c'est-à-dire la circoncision rituelle d'un enfant mâle au huitième jour après sa naissance ou lors d'une conversion.

## Fonctions

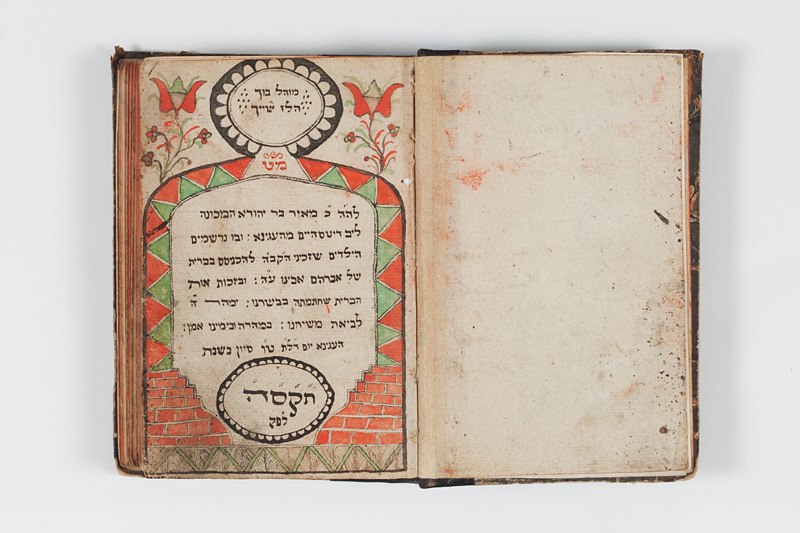
Livret de mohel provenant de Hegenheim (F), datée entre 1805 et 1849. Aujourd'hui dans la collection du musée juif de Suisse.

Dans le judaïsme, la circoncision est réalisée par un mohel professionnel, ayant une connaissance parfaite de la procédure et du rituel.
Bibliquement, le commandement de la circoncision est adressé au père de l'enfant lui-même. Toutefois, la majorité des pères juifs préfèrent déléguer l'exécution au mohel.
Il existe une coutume pour les mohalim de réaliser leur première circoncision sur leur propre fils si cela est possible, sous la direction de leur « formateur ».
De nombreux mohalim inscrivent les noms et dates de naissance des garçons qu'ils circoncisent dans de petits livrets. Aujourd'hui, ces livres sont des documents importants pour les études généalogiques. De nos jours, ces notes sont souvent digitales.
En France, le Consistoire de Paris publie depuis 2014 une liste de mohalim accrédités. En Israël, les mohalim sont certifiés par un comité dépendant du ministère de la Santé, de celui des Affaires religieuses et du Grand rabbinat.